# Planetarian 〜ちいさなほしのゆめ〜
『planetarian 〜ちいさなほしのゆめ〜』（プラネタリアン ちいさなほしのゆめ）は、ビジュアルアーツのゲームブランド・Keyが制作した、プラネタリウムを舞台とするコンピュータゲーム、およびそのメディアミックス作品。
本項では、同タイトルの小説・ドラマCD・Web配信版アニメーション、劇場版アニメ映画『planetarian 〜星の人〜』、およびOVA『planetarian 〜雪圏球〜』についても記述する。

## 概要
ビジュアルアーツが2004年に発売したキネティックノベル第1弾。
戦争により荒廃した近未来で、廃墟のプラネタリウムに取り残された少女のロボットと一人の男の交流を描くSF作品。本作と『Harmonia』『終のステラ』は、ロボット三部作であると、keyの折戸伸治は語る。
前日談・後日談を描く小説とドラマCDも発売され、各種プラットフォームに移植されるも、長らく映像化はなされなかったが、2016年7月には全5話のWeb配信版アニメ『planetarian 〜ちいさなほしのゆめ〜』、同年9月に劇場版アニメ映画『planetarian 〜星の人〜』を公開。2021年1月にはクラウドファンディングで資金を募り、小説の前日譚をOVA『planetarian 〜雪圏球〜』として制作・頒布された。また同年9月には17年ぶりの新作ゲーム『planetarian 〜雪圏球〜』が発売された。

## ゲーム版

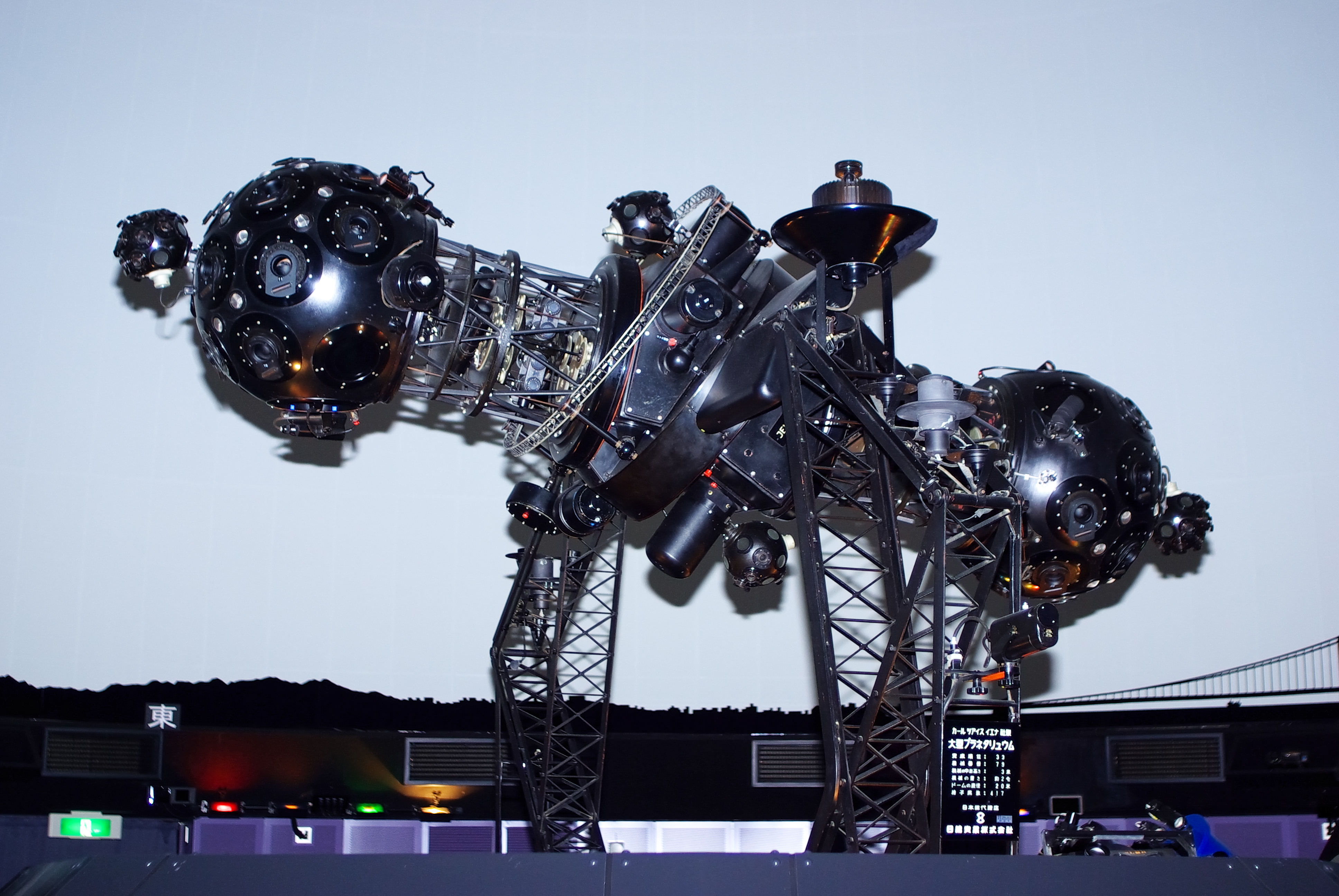
投影機のモデルとなった明石市立天文科学館のプラネタリウム投影機（カール・ツァイス・イエナUPP23/3）

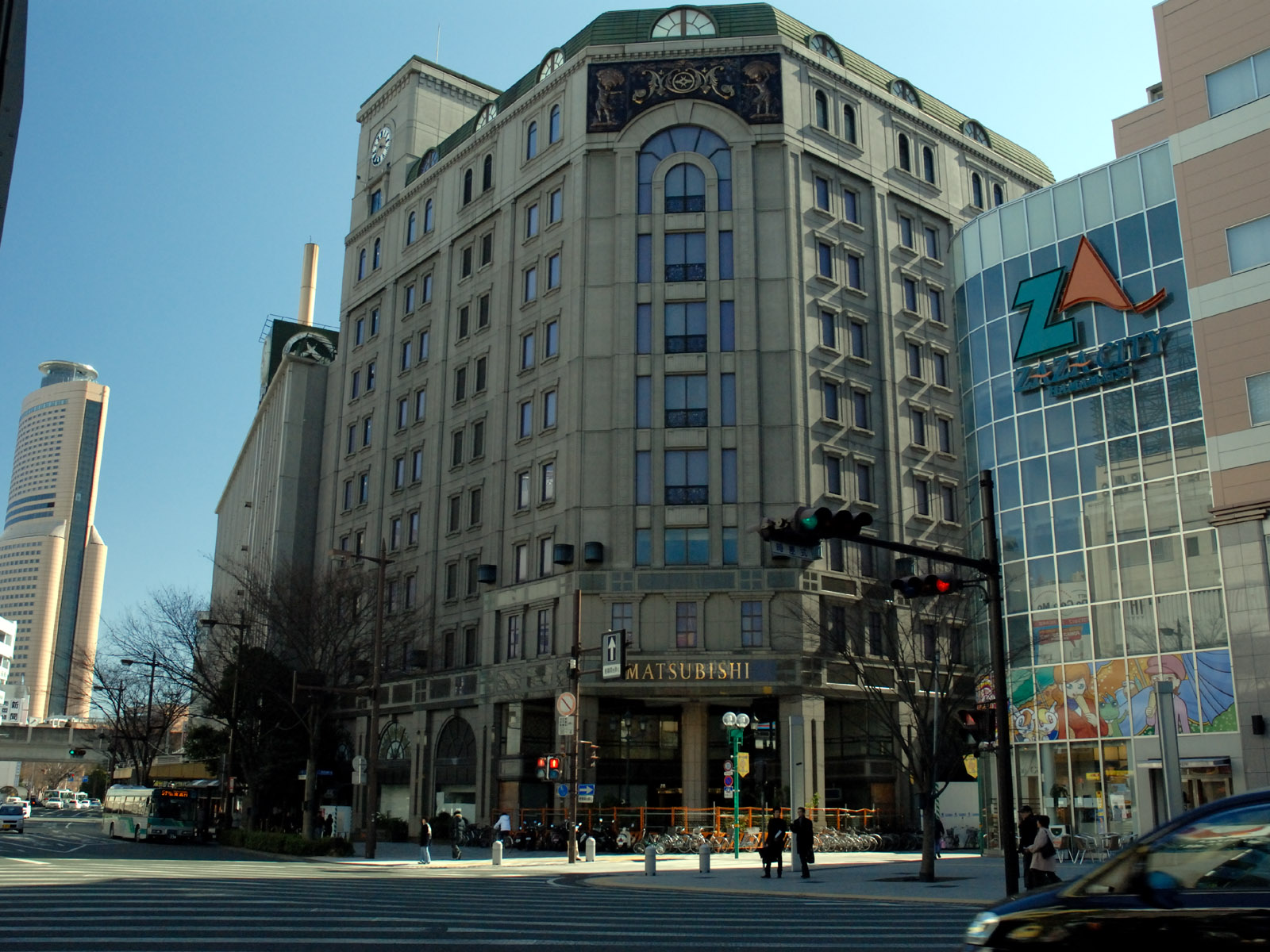
「花菱デパート本店」のモデルとなった旧松菱新館。2015年に解体された。

### ストーリー
世界規模の戦争で荒廃した近未来。人口は激減し、気候変動によって地上に陽光が射すことはなく、厚く垂れ込めた雲からは有害な物質を含んだ雨が絶え間なく降り続く。
ある日、「封印都市」からまだ使用可能な物を探す「屑屋」を生業にする男が廃墟となった商業施設の一つに潜入した。その屋上にあるプラネタリウムで、彼は少女の姿をしたロボット・ほしのゆめみと出会う。

### キネティックノベル
時間軸は小説およびドラマCDの『エルサレム』と『星の人』の間。
エンディングテーマが追加されたPCパッケージ版をベースにアニメ化されたWeb配信版アニメのストーリーについては、#配信版アニメの#各話リストを参照のこと。

### 小説
キネティックノベルのPCパッケージ版とPS2版の初回特典である4編の短編小説集。副題は『星座、言葉、神様、ロボット 四の主題による小品集』。編集協力はパラダイム。
新書版であるPCパッケージ版付属が『初版』、PS2版付属が『第2版』であり、VA文庫第2弾として2008年10月30日に装丁を変えて一般販売される。なお小説の内容は一般販売された文庫版との違いはないが、ゲーム特典版はそれぞれ帯としおりが異なる。
雪圏球（スノーグローブ）
人々が平和な時代を生きていた頃の物語。花菱デパート屋上のプラネタリウムでほしのゆめみと名付けられた女性型ロボットが働き始めてから10年。ある日突然、ゆめみは職場を離れ街中を歩き回るという奇妙な行動をとり始める。
意味がわからずに困惑する倉橋里美は後を追うが、目的のないその行動の原因は分からないまま、ゆめみはバッテリー切れとなってしまう。
エルサレム
世界大戦により国家という概念は瓦解し、戦争の目的が人類対自立戦闘兵器へと移った時代。
南米パタゴニアの教会に、一人の狙撃兵が立て篭もっていると報告を受けた南米統合軍は、説得または排除のためマードック曹長が属する一個小隊を派遣する。しかし、狙撃兵は説得を受け入れず、一人また一人と狙撃される絶望のなかに残されたマードックは、双眼鏡の中に一人の美しい修道女を捉えた。
星の人
直接呼吸できないほどに汚染された大気に降り続く雨は雪に変わって地表を覆う。
地下集落で滅びを待ちながら細々と暮らす3人の子供たちレビ・ルツ・ヨブはそんな雪の中で倒れていた老人を見つけた。
滅多にない外部からの訪問者で、大人たちは「星の人」と呼んで敬う老人に興味を持つ子供たちは、老人の指示であるものを作り始める。
チルシスとアマント
2人だけの世界で勉強を続けている双子のチルシスとアマント。ある時、チルシスは「何のために、いつまで、勉強を続けるのだろう」と考えた。その答えを知る時は、すぐそこまで来ていた。

#### 用語
封印都市
遺伝子細菌兵器を受けて放棄された都市。
細菌の拡散防止のために周囲をコンクリート製の封鎖壁と巨大な天蓋で覆ったことで住民は全て強制退去させられる。内部には未使用・未開封の物資が置き去りにされている可能性が高いため、屑屋は侵入を試みている。なお時間の経過とともに細菌は死滅したが、現在でも対人戦闘機械（メンシェンイェーガー）などの自動防衛システムが稼動しているため、一般人は近寄ろうとはしない。
モデルは静岡県浜松市中区（現：中央区）であり、プラネタリウムがある「花菱デパート本店」は同地にあった旧松菱新館。「花菱」は静岡県浜松市に実在したデパートがモチーフ。
なお、「花菱デパート屋上プラネタリウム館」のビジュアルは、改築前の名古屋市科学館、明石市立天文科学館、改装前のコニカミノルタプラネタリウム満天 in Sunshine City（サンシャインシティ内）がモチーフであると2006年5月に涼元のブログで明かしている。

屑屋
封印都市などの廃墟を巡って回収した物資の売買を生業とする者、またはその行為全般の俗称。#登場人物も参照のこと

#### その他
2006年8月11日、コミックマーケット70にてゲーム中の楽曲に加えて、戸越まごめのアレンジ曲と、折戸伸治の書き下ろしを各1曲追加されたサウンドトラックCD『planetarian Original SoundTrack』が限定販売され、同年12月28日に一般販売。
シナリオ担当の涼元悠一のブログにて、ドラマCDやアニメにも使用される小説推敲時にカットしたパートを仕立て直した二次創作物『星の人／系譜 planetarian 〜ちいさなほしのゆめ〜より』が公開されたほか、「星の人」と「チルシスとアマント」の間にあたる未筆エピソード「舟守の塔」の存在が劇場版『planetarian 〜星の人〜』パンフレット内の年表で明かされている。

### スタッフ
- 企画・シナリオ：涼元悠一[6]
- 原画・メカニックデザイン：駒都えーじ[6]
- 音楽：戸越まごめ[6]（PCダウンロード版・PCパッケージ版・PS2版・ドラマCD）
- エンディングテーマ 『星めぐりの歌』
作詞 / 作曲：宮沢賢治[6]、編曲：戸越まごめ[6]、歌：MELL[6]
- VA文庫『planetarian -ちいさなほしのゆめ』、ISBN 978-4-89490-622-8

## 登場人物
ほしのゆめみと屑屋の声はゲーム版・ドラマCD版・アニメ版で共通。PCパッケージ版ではゆめみのみ収録。

### 主要人物
ほしのゆめみ
声 - すずきけいこ
主人公。封印都市に置き去りにされていた花菱デパート屋上プラネタリウム館のロボットで、形式名はSCR5000 Si/FL CAPELII。「ほしのゆめみ」という名前は、2034年に花菱デパートへ配属された際に一般公募により決められた。
人と会話することが好きであり、人間を喜ばせること、人の役に立つことを至上として、金銭を持たない兄弟に無料で投影を見せたり、迷い込んだ屑屋に250万人目の記念特別投影を見せようとした。また冗長な会話を繰り返す既知のバグとして機体固有の仕様があり、職務に対する命令や、ロボット三原則に基づき人間の危機を看過しないことについては強情ともいえる挙動も見せる。
外見の設定年齢は15〜16歳。骨格はチタンとマグネシウムの合金製。頭部には放熱と保護を目的に髪を模した熱交換繊維が取り付けられている。ただしデータの配信や更新が行われていない大戦以降もメンテナンスを受けないまま約30年稼動したために経年劣化しており、自身を「少し壊れている」と認識している。
人間の両耳にあたる部分には、ホログラフィーで映像を撮影・録画･再生する「ホロスナップ」、小型プリンターや外部コネクタなどを備えた「イヤーユニット」が装備されており、有線または無線で、投影機器の制御やテストなどを行うことができる。花菱デパートの制服を模した光繊維が織り込まれたコスチュームを纏っており、停電時などには自身の電力で発光させることができる。頭部の帽子は勤続10周年を記念してゆめみに贈られたオプションであり、自らの意思で自由に文字を表示したり、変色・発光する「インフォメーションリボン」を装備。
動力源は筐体に内蔵されたバッテリーだが、自己発電機能などを持たないため、電池への電力供給は外部電源からの充電に完全依存している。作中では何らかの理由で現在も送電が続くプラネタリウム施設のわずかな電力供給を受けて1年間のうちの1週間だけ稼動し、残りの51週は充電するサイクルで稼動していた。

屑屋（くずや）
声 - 小野大輔
本名は不明。2051年、日本のドーム都市に生まれる。廃墟に眠る物資などを探すために封印都市に潜入、レーダー基地の跡と勘違いして侵入した花菱デパートの屋上ドームでゆめみと出会い、成りゆきでプラネタリウム投影機の修理をする羽目になる。非常にシニカルな性格で、当初はゆめみのことを鬱陶しく思っていたが、ドーム内で過ごすうちに徐々に心情が変化していく。長い時間をゆめみと共に過ごすうち、徐々にではあるが愛情のような形で守りたい存在として認識していく。
館長
声 - 石上祐一（ゲーム『ちいさなほしのゆめ』） / 滝知史（アニメ・ゲーム『雪圏球』）
ゆめみの回想の中で登場する。花菱デパート屋上プラネタリウム館の館長。
老屑屋
声 - 千々和竜策（ゲーム） / 篠塚勝（アニメ）
屑屋の回想の中で登場する。かつて屑屋とコンビを組んでいた老人。屑屋が封印都市に潜入する以前、屑屋とともに潜入した別の廃墟でブービートラップに引っかかり死亡した。若き屑屋に向けて、ロボットに対する警鐘とも取れる発言をしている。

### 雪圏球 （スノーグローブ）
倉橋 里美
声 - 水月阿伽留（ドラマCD） / 佐藤利奈（アニメ・ゲーム）
花菱デパート屋上プラネタリウム館の解説員。スタッフのリーダー的存在として、ゆめみをはじめ、スタッフの世話から館の運営に至るまで一手に引き受けている。
三ケ島 吾朗
声 - 森小路旭（ドラマCD） / 櫛田泰道（アニメ・ゲーム）
里美の同僚。ゆめみを製造したメーカーより派遣され、花菱デパートに出向。そのままプラネタリウム館で働いている。ロボットとしてのゆめみのメンテナンスやデータ収集を主に担当している。ゆめみのホームドクター的存在。
森見 由香
声 - 久子由美（ドラマCD） / 石見舞菜香（アニメ・ゲーム）
花菱デパート屋上プラネタリウム館の解説員。ゆめみの同僚。
古賀 茜
声 - 渡辺由宇（ドラマCD） / 五十嵐裕美（アニメ・ゲーム）
花菱デパート屋上プラネタリウム館の新人解説員。
秋野 晋
声 - 非公表（ドラマCD） / ファイルーズあい（少年時）、八代拓（アニメ・ゲーム）

### エルサレム
担当声優は全てドラマCD版。
マードック
声 - 大塚明夫
南米統合軍の狙撃兵で階級は兵曹長。イギリスのコッツウォルズ出身。狙撃兵としての知識・経験は豊富。
デイビッド・サリンジャー
声 - 石田彰
統合軍の一人で特務上等兵。本人曰く階級以上の権限を本部から与えられている。統合軍の行動をムービーカメラで記録している。威勢は良いが口だけで戦場での経験は乏しく、血や死体を見るだけで悲鳴をあげるほど臆病である。お守りとしてロザリオを身につけている。
シスター
声 - 増田ゆき
南米パタゴニアのある教会に立て篭もっている狙撃兵。真っ黒な修道服を着た金髪の修道女で、グレイブウォッチャー（墓守り銃）と呼ばれる強力な狙撃銃を片手で抱えている。交渉に応じようとはしない。
マンソン
声 - 奥田啓人
統合軍のリーダー的存在であり階級は中尉。常に冷静であり、言い争いをする部下たちを叱咤激励することもある。
グエン・チャウ
声 - 櫛田泰道
統合軍の一人で階級は上等兵。状況が進展しないことに苛立っており他の隊員と言い争ってしまう。故郷の国はなくなっており身寄りもない。サリンジャーとは特に相性が悪く、彼のことを「おかま野郎」と呼んでいる。
ダニエル・ディアス
声 - 遠藤大輔
統合軍の一人で階級は軍曹。パワードスーツを着用している。マードックたちとは離れた場所で待機しており、マードックらと繋がる無線は自己判断で切っている。

### 星の人
担当声優はドラマCD版 / アニメ版の順に表記。
星の人
声 - 広瀬正志 / 大木民夫、小野大輔（青年時）
白髪に長い白髭を蓄えた80歳の老人。右足は膝から下が義足。小型のプラネタリウム投影機を携えて徒歩で世界を巡り、星と宇宙のことを語り歩いている。星に関する知識とその振る舞いから、いつしか「星の人」と呼ばれ、人から敬われるようになった。実は屑屋が老いた姿。
レビ
声 - 谷井あすか / 福沙奈恵
3人組の中では唯一の女子。勝気で他の男子2人を引っ張るリーダー格。物事に対して積極的。手先は不器用。
ヨブ
声 - 西墻由香 / 日笠陽子
非常に元気な男子。暴走気味のところもあるが、根はとても優しい。
ルツ
声 - 松岡由貴 / 津田美波
ヨブとは対照的に物静かな男子。手先がとても器用。
エズラ
声 - 及川ひとみ / 竹口安芸子
地下集落の村長。
エレミヤ
声 - 細野雅世 / 桑原由気
地下集落に住む若い女性。レビたちの世話を焼いている。
イザヤ
声 - 非公表 / 石上静香
地下集落に住む若い女性。エレミヤと一緒にいることが多い。

## ドラマCD
上記の小説のストーリーに若干のアレンジを加えてドラマCDとしたもの。

### 雪圏球 （スノーグローブ）
2006年12月29日にコミックマーケット71にてビジュアルアーツのセット同梱物として限定販売。この時の外装はスリムケースであった。
2007年5月25日、ジャケットイラストと共に外装をトールケースに変更し、全3章を収納可能な特製ボックスにカードブックを付属して一般販売開始。コミケで限定販売されたものは、後日ネット通販でも同じものが限定販売されている。

### エルサレム
2007年7月27日発売。
- 挿入歌 - brave new world
  - 作詞 / 作曲 / 編曲：八木沼悟志、歌 : fripSide

### 星の人
2007年7月27日発売。
- 村人1 - 声：酒井智加
- 村人2 - 声：脇麻沙未

### チルシスとアマント
『星の人』に特典として同梱。
- 朗読：ほしのゆめみ（声：すずきけいこ）

## アニメ版

### アニメ版の概要
2016年4月1日にアニメ化が発表された。4月15日には製作発表会が行われ、アニメはWeb配信版『planetarian 〜ちいさなほしのゆめ〜』と、劇場版アニメ映画『planetarian 〜星の人〜』の2つで展開されることを発表。同時にスタッフ、キャスト、キャラクターデザインが公開された。同年5月3日、イベント「マチ★アソビ Vol.16」にてWebアニメの第1話の冒頭5分が公開された。
同年7月1日、特別先行上映会と舞台挨拶が東京アニメ・声優専門学校（高校生限定）およびコニカミノルタプラネタリウム天空 in 東京スカイツリータウンで行われ、Web配信版アニメの第1話から第3話までが先行上映された。
翌2016年7月7日から8月4日まで、Web配信版アニメ全5話が配信された。同年9月3日より劇場版アニメ『planetarian 〜星の人〜』が公開された。興行収入は6200万円。
また2017年3月より、配信版をベースにデジタルプラネタリウム用コンテンツとして再構成した『planetarian 〜ちいさなほしのゆめ〜プラネタリウム特別版』が、郡山市ふれあい科学館を皮切りに全国のプラネタリウム施設で順次公開された。制作・配給はD&Dピクチャーズ。特別版ではプラネタリウムで上映する季節を考慮し、ゆめみによる星空解説シーンは四季ごとに4パターンが制作されている。
2017年11月、ビジュアルアーツはクラウドファンディングサイトCAMPFIREで「『planetarian』フル3D VRアニメ化プロジェクト」として、ゆめみによる星空解説のシーンを全編3DCGで再現する短編VRアニメーションの制作資金を募集。期間内に目標金額に到達し、実際に制作された。
さらに2019年、ビジュアルアーツは『planetarian』発売15周年を記念して、CAMPFIREで『雪圏球』のOVA化を企画してクラウドファンディングで制作資金を募集。募集締め切りまでに目標金額を大幅に上回る7,798万円を集め、2020年9月完成を目標に制作されることが発表された

### スタッフ（アニメ）
|                               | ちいさなほしのゆめ                             | 星の人                                         | 雪圏球                                        |
| ----------------------------- | ---------------------------------------------- | ---------------------------------------------- | --------------------------------------------- |
| 原作                          | 「planetarian 〜ちいさなほしのゆめ〜」 （Key） | 「planetarian 〜ちいさなほしのゆめ〜」 （Key） | 「planetarian 〜雪圏球〜」 (Key)              |
| 監督                          | 津田尚克                                       | 津田尚克                                       | 玉村仁                                        |
| 脚本                          | ヤスカワショウゴ                               | ヤスカワショウゴ                               | ヤスカワショウゴ                              |
| 脚本                          | 津田尚克                                       | 津田尚克                                       | -                                             |
| シリーズディレクター          | 中山勝一、町谷俊輔                             | 中山勝一、町谷俊輔                             | -                                             |
| 原作協力                      | Key/ビジュアルアーツ 丘野塔也、池田憲彦        | Key/ビジュアルアーツ 丘野塔也、池田憲彦        | -                                             |
| キャラクター原案              | 駒都えーじ                                     | 駒都えーじ                                     | 駒都えーじ                                    |
| キャラクターデザイン          | 竹知仁美                                       | 竹知仁美                                       | 竹知仁美                                      |
| メカニックデザイン            | 海老川兼武                                     | 海老川兼武                                     | -                                             |
| プロップデザイン              | 内田シンヤ                                     | 内田シンヤ                                     | 江間一隆                                      |
| 美術設定                      | 泉寛                                           | 泉寛                                           | 村田貴弘                                      |
| 色彩設計                      | 佐藤裕子                                       | 佐藤裕子                                       | 佐藤裕子                                      |
| 美術監督                      | 竹田悠介、杉山祐子                             | 竹田悠介、杉山祐子                             | 渡辺幸治                                      |
| 美術監督                      | -                                              | 荒井和浩                                       | -                                             |
| 3Dディレクター                | 長澤洋二                                       | 長澤洋二                                       | 長澤洋二                                      |
| 撮影監督                      | 渡辺有正                                       | 渡辺有正                                       | 渡辺有正                                      |
| 撮影監督                      | -                                              | 関谷能弘                                       | -                                             |
| 編集                          | 廣瀬清志                                       | 廣瀬清志                                       | 廣瀬清志                                      |
| 音響監督                      | 山口貴之                                       | -                                              | 山口貴之                                      |
| 音響監督                      | 津田尚克                                       | 津田尚克                                       | -                                             |
| 音響効果                      | 小山恭正                                       | 小山恭正                                       | 小山恭正                                      |
| 音楽                          | 折戸伸治                                       | 折戸伸治                                       | 折戸伸治                                      |
| 音楽                          | どんまる                                       |                                                |                                               |
| 音楽                          | 竹下智博                                       | 竹下智博                                       | 水月陵                                        |
| プロデューサー                | 青井宏之、立崎孝史 宮嶋耕平（雪圏球では協力）  | 青井宏之、立崎孝史 宮嶋耕平（雪圏球では協力）  | 青井宏之、立崎孝史 宮嶋耕平（雪圏球では協力） |
| プロデューサー                | 忰田純一                                       | 忰田純一                                       | 西啓、丘野塔也、田中修一郎                    |
| アニメーション プロデューサー | 田中彰悟                                       | 乙川将志                                       | 山村賢生                                      |
| スーパーバイザー              | -                                              | -                                              | 津田尚克                                      |
| 制作                          | david production                               | david production                               | オクルトノボル                                |
| 製作                          | planetarian project                            | planetarian project                            | 15th planetarian project                      |
| 劇場版配給                    | -                                              | アスミック・エース                             | -                                             |

### アニメ版の制作
アスミック・エースプロデューサーの青井宏之は2014年、『planetarian』アニメ化のためビジュアルアーツを訪れた。青井はネットインフラの整った今こそ、 キネティックノベルの第1弾としてダウンロード販売された『planetarian』が2004年当時に試みた「いつでもどこでも視聴できる」環境が実現できるのではという思いと、作品の持つ普遍性、ロボットと人間の交流というテーマ性、今も作品を愛し続けてくれるファンに向けて何かできないかという思いで、プロジェクトをスタートさせたと言う。
アニメーション制作には、原作に対して最大のリスペクトを持って制作に臨んでくれる会社ということで、『ジョジョの奇妙な冒険』シリーズなどの制作でも知られるdavid productionに依頼したという。
監督の津田尚克は『ジョジョの奇妙な冒険』シリーズのディレクターを務めているため、青井は当初監督として想定していなかったという。津田はdavidの社員演出として会社の企画会議に参加した際に、同社のプロデューサー陣が『planetarian』の監督について検討していたため、津田はKeyタイトル好きとして後悔したくないという思いから「オレがやる！」と手を上げて担当することになったと言う。
映像化に際し、津田はテレビシリーズとは異なり映画的なアプローチに工夫が必要と考え、そこを調整するためにヤスカワショウゴと共同で自身がシナリオを書き、音響監督も山口貴之とともに担当している（劇場版のエンドクレジットでは津田の単独表記）。ヤスカワと山口の人選については、津田いわく『泣きのメンタルに共感しやすい人を選んだ』とのこと。
地上波放送でのテレビアニメとしての放送については、元の作品が小品であり放送時間が短いことと、また重要なキャラクターである「屑屋」の名が放送禁止用語にあたり自主規制を余儀なくされることから、アニメ化の企画段階での討議により、Web配信版と劇場版の2本立てで展開することとなった。

### 配信版と劇場版
青井は作品の長さからテレビアニメとして1クール放送する長さではないこと、原作がネットでのダウンロード販売が最初だったことから、『planetarian』を原作同様にネット配信しようと考えた。またその映像美や内容を再度楽しんでもらうとともに、原作の後日談にあたる小説『星の人』を含めて、ほしのゆめみと屑屋のそれぞれの物語を見てもらいたいということから劇場版アニメ映画も作られることになった。
方針としては、Web配信版はゲーム本編をゆめみ視点で描き、劇場版はゲーム本編の配信版に加え、屑屋のその後の人生を屑屋視点で描いている。
配信版は全5話で展開され、尺について話ごとに分数が異なる作りになっている。配信版は当初は各話10分で予定されていたが、津田の熱い思いから各話10分を超えるものになった。
劇場版は配信版を再構成したものと、前述した『星の人』の2つで構成されている。監督の津田としては、配信版の『ちいさなほしのゆめ』と劇場版の『星の人』を切り分けたいという思いがあり、『星の人』という大きな器の一部分を切り取ったものが『ちいさなほしのゆめ』だと考え、キッチリ違うものを意識して作ったという。そのため劇場版は当初「配信版に10分から15分の新作カットを足して」と言われていたが、さすがにそれでは『星の人』を描くことはできないと判断し、スタッフに無理を言って新作部分を40分盛り込み、上映時間は全体で115分ほどになったという。配信版の部分においては、星の人（屑屋）の物語として再構成されているため、配信版のカットもそのような視点のものが組み込まれている。

### キャスティング
原作から12年経っているが、ほしのゆめみと屑屋の声優には原作同様、すずきけいこと小野大輔が起用されている。津田はそこを外したらファンに向き合えないと思ったことと、自分自身も変えるのはいやだったからと答えている。すずきは今回のアニメ化にあたり、津田から「原作よりも人間味のある感じのロボットに」というプランを提示されたと言い、原作ではなかった感情を表す息っぽい表現も、ぎこちなくだが少し入れたりしたとコメントしている。また小野は、原作収録時は駆け出しの頃だったため「ああ、今だったらもっといろんな表現ができる。もっと考えられる部分もある」というタイミングでのアニメ化となり「なんだこのご褒美は！」と思ったという。
劇場版の主人公でもある星の人の声優には、ドラマCD版で演じた広瀬正志が当時長期休業中だったこともあり、新たに大木民夫が起用されている。小野いわく、劇中の星の人が星空の魅力を語って聞かせるように、大木は収録現場の休憩時間などに自身の体験を語ることがあり、津田も以前に大木から話を聴く機会があったため、星の人役を依頼したという。
大木は88歳で星の人を演じており、Key作品の主役を演じた声優では最年長となる。なお、公式サイトやチラシ、配信版ではゆめみ役のすずきと屑屋役の小野の2人が主役としてクレジットされているが、劇場版で先頭にクレジットされているのは星の人役の大木である。大木はその後に病気療養のため休業、2017年12月14日に89歳で亡くなった。大木にとって本作は唯一主役を演じたアニメ作品となり、また彼の遺作ともなった。
またアニメ版では上記のように、ほしのゆめみと屑屋以外のキャラクターの声優は全員一新されているが、『planetarian ドラマCD 第二章 ｢エルサレム｣ 』でグエン・チャウを演じた櫛田泰道が、アニメ版では大戦勃発前にゆめみの同僚として働いていた三ケ島吾朗役として出演した。

### アニメ版の音楽
音響監督も務める津田は、配信版と劇場版では視点が違うため音楽ラインも設計を変えており、配信版はゆめみ主体のかわいらしさを、劇場版では屑屋の心情に寄り添った音楽を付けたという。音楽はKey / ビジュアルアーツが全面協力しており、折戸伸治、どんまる、竹下智博の3人が担当した。
劇場版の主題歌「星の舟」では、『AIR』の主題歌「鳥の詩」で知られるLiaと折戸伸治が8年ぶりにタッグを組んだ。作詞は当初、原作シナリオの涼元悠一に依頼することも考えていたがスケジュールが合わず、原作協力としても参加している丘野塔也が小説の最終章『チルシスとアマント』をモチーフに歌詞へと落とし込んでいる。

#### 主題歌
配信版『ちいさなほしのゆめ』エンディングテーマ
「Twinkle Starlight」（第1 - 4話）
作詞 - 丘野塔也 / 作曲 - どんまる / 編曲 - 森藤晶司 / 歌 - 佐咲紗花
「星めぐりの歌」（第5話）
作詞・作曲 - 宮沢賢治 / 編曲 - 戸越まごめ / 歌 - MELL
イメージソング「Worlds Pain」
作詞 - 魁 / 作曲・編曲 - 竹下智博 / 歌 - Ceui
劇場版『星の人』メインテーマ「星の舟」
作詞 - 丘野塔也 / 作曲 - 折戸伸治 / 編曲 - 根岸貴幸 / 歌 - Lia
OVA版『雪圏球』テーマソング「Snow Globe」
作詞 - 丘野塔也 / 作曲 - 折戸伸治 / 編曲 - 奈須野新平（Rebrast） / 歌 - 安月名莉子

### 配信版アニメ

#### 各話リスト
| 話数 | サブタイトル   | 脚本             | 絵コンテ | 演出     | 作画監督                                                      | 総作画監督                 | 配信日        |
| --- | -------------- | ---------------- | -------- | -------- | ------------------------------------------------------------- | -------------------------- | ------------- |
| 第1章 | ロボットの花束 | ヤスカワショウゴ | 津田尚克 | 町谷俊輔 | 横山謙次、山本晃宏                                            | 竹知仁美、清丸悟、蘇武裕子 | 2016年7月7日  |
| 世界大戦の影響によって人々から見捨てられた街「封印都市」。そこに、廃墟からまだ使える物を回収する「屑屋」と呼ばれる一人の男がいた。対人戦闘機械に追われる最中、彼は屋上にレドームのような施設の付いた建物に身を隠す。建物を探索するうちに、屑屋は何故かまだ電気が通っている最上階の部屋を発見する。暗視カメラに突然入った光の中にいたのは、少女の形をしたロボット「ほしのゆめみ」。彼女は彼を250万人目のお客様として花束と称するガラクタを渡し、投影によって歓迎しようとする。その「少し壊れているロボット」を自称する彼女の話によれば、そこは商業施設の最上階にある「プラネタリウム」であり、「星空」を見せてくれるのだという。しかし星空を見せる装置は壊れており、直す者のいない封印都市では投影できるはずもない。引き止めるゆめみを振り切って屑屋はそこを去ろうとするが、気が変わって踵を返す。                                                                                           |                |                  |          |          |                                                               |                            |               |
| 第2章 | 投影機修理     | ヤスカワショウゴ | 中山勝一 | 中山勝一 | 谷川政輝、渡邊葉瑠                                            | 竹知仁美、清丸悟、蘇武裕子 | 2016年7月14日 |
| プラネタリウムへと戻り、彼女が「イエナさん」と呼ぶ投影機の修理をすることにした屑屋。長い期間動かされることがなかった複雑な仕組みを持った機械を修復する作業は難航する。手伝いとも邪魔ともつかないゆめみの協力を得ながら、ゆめみと言葉を交わしつつ修理の作業する屑屋は、次第に彼女に心を許していく。彼女はこの30年間、1年間に7日間だけ稼動し、残りの時間は供給される少ない電力を充電に費やすサイクルで動作し、ちょうどその目覚めた日に屑屋が迷い込んだのだという。屑屋の苦労の甲斐もあり、2日を費やして投影機の修理は完了する。 |                |                  |          |          |                                                               |                            |               |
| 第3章 | ゆめみの投影   | ヤスカワショウゴ | 町谷俊輔 | 町谷俊輔 | 横山謙次、生田目康裕                                          | 竹知仁美、清丸悟、蘇武裕子 | 2016年7月21日 |
| ゆめみによる星空の投影が始まる。ゆめみと投影機「イエナさん」によって、夏から秋の星座の解説、それにまつわる神話が語られ、その様子に屑屋は心を動かされる。通常の投影が終わり、250万人来場記念の記念特別投影がまさに始まるその時、プラネタリウムは突如として暗転する。それは細々と続いていた電力の供給が停止していたことを意味するものだった。投影を継続できないことに肩を落とすゆめみに、屑屋はゆめみの解説のみで投影を続けるように言う。不完全な状態での投影を渋るゆめみに、屑屋は「星のことは全て頭に入っている。だから解説だけでかまわない」と嘘をつき、投影を再開させる。翌日、プラネタリウムを後にしようとする屑屋に、ゆめみは帰りの車まで付き添うと申し出る。 |                |                  |          |          |                                                               |                            |               |
| 第4章 | 酒に酔う       | 津田尚克         | 町谷俊輔 | 町谷俊輔 | 都竹隆治、木下由衣、大塚渓花 才木康寛（アクション）           | 竹知仁美、清丸悟、小林亮   | 2016年7月28日 |
| 封鎖壁の外に戻る屑屋についていくゆめみ。道すがら、在りし日の花菱デパート周辺施設を案内する彼女を呆れながらも連れて歩く屑屋。その道中、屑屋は破壊されたリカーショップの店内で一本だけ、無事な酒瓶を見つける。久々に手にする酒をあおりながら、ゆめみの今後に思いを巡らせる屑屋だが、行く先に移動砲台「シオマネキ」姿を目にする。ゆめみの機動性からすり抜けることは難しいと判断した屑屋はシオマネキの破壊を決断。ゆめみに今の状況を説明し、ここに留まり自分の戻りを待つこと、道中で実際に見たものを材料に、この先どうするかを決めておくことを指示し、シオマネキの撃破に向かう。ビルの物陰からシオマネキに攻撃を仕掛けた屑屋だが、攻撃は不発。シオマネキからの反撃のレールガンが屑屋に向けて放たれる。 |                |                  |          |          |                                                               |                            |               |
| 第5章 | ゆめみの願い   | 津田尚克         | 中山勝一 | 中山勝一 | 小林亮、横山謙次、山本晃宏 才木康寛・海老原雅夫（アクション） | 竹知仁美、清丸悟           | 2016年8月4日  |
| シオマネキへの奇襲に失敗した屑屋。2発目の砲弾こそ相手の脚部に命中して動きを封じることには成功するが、不意を突いた反撃で屑屋もまた、足を負傷してしまう。身動きが取れなくなった屑屋の目に映るものは、ゆっくりとシオマネキに歩み寄るゆめみの姿。屑屋がシオマネキにとどめの砲弾を打ち込むのと、シオマネキが向かって来るゆめみへ機銃を掃射したのは同じタイミングだった。下半身を破壊されたゆめみは屑屋に謝罪しながら、人間に危害を加えようとしている機体を暴走状態のロボットと認識したこと、ロボット工学三原則第一条に基づき停止させるべく行動を起こしたと答える。過去の映像を走馬灯のように映し出し、機能停止が近づく中、屑屋にひと言残すように促すゆめみ。屑屋は、「本当はお前を新しい職場に連れていくために迎えに来た」と言う。その言葉を受け、ゆめみは自分のメモリーカードを屑屋に託し、ゆっくりと機能を停止する。屑屋は託されたメモリーカードを携え、足を引きずりながら封印都市を後にする。 |                |                  |          |          |                                                               |                            |               |

#### 配信元
以下のサイトで2016年7月7日から順次配信された。また、2016年8月27日から9月2日迄、劇場公開直前無料配信キャンペーンとして無料での配信が行われた。
| 配信期間              | 配信時間        | 配信サイト                   | 備考                                             |
| --------------------- | --------------- | ---------------------------- | ------------------------------------------------ |
| 2016年7月7日 - 8月4日 | 木曜 0:00 更新  | ニコニコチャンネル           | 第1話は常時無料 / 第2話以降は1週間無料           |
|                       |                 | J:COMオンデマンド            |                                                  |
|                       |                 | J:COMオンデマンド メガパック |                                                  |
|                       |                 | milplus(みるプラス)          |                                                  |
|                       |                 | auビデオパス                 |                                                  |
|                       |                 | バンダイチャンネル           | 第1話は常時無料 / 見放題サービス会員は全話見放題 |
|                       |                 | PlayStation Store            |                                                  |
|                       |                 | U-NEXT                       |                                                  |
|                       |                 | アニメ放題                   |                                                  |
|                       |                 | GYAO!                        |                                                  |
|                       |                 | 楽天SHOWTIME                 |                                                  |
|                       |                 | Google Play                  |                                                  |
|                       |                 | Hulu                         |                                                  |
|                       |                 | bonobo                       |                                                  |
|                       |                 | Amazonプライム・ビデオ       |                                                  |
|                       |                 | Netflix                      |                                                  |
|                       |                 | ひかりTV                     |                                                  |
|                       |                 | ビデオマーケット             |                                                  |
|                       |                 | AbemaTV                      |                                                  |
|                       |                 | フジテレビオンデマンド       |                                                  |
|                       |                 | TSUTAYA TV                   |                                                  |
|                       |                 | happy動画                    |                                                  |
|                       | 木曜 12:00 更新 | ドコモ・アニメストア         |                                                  |
|                       | 木曜 22:00 更新 | LINE LIVE                    |                                                  |
|                       | 木曜更新        | DMM.com                      |                                                  |

また、劇場版については以下の放送局で放送された。
| 放送地域 | 放送局       | 放送日時                        | 放送系列       | 備考     |
| -------- | ------------ | ------------------------------- | -------------- | -------- |
| 日本全域 | アニマックス | 2018年2月25日(日) 20:00 - 22:10 | BSデジタル放送 | 単回放送 |

#### 日本国外での配信
北米版として、ファニメーション制作により字幕版と吹き替え版が制作された。ほしのゆめみをJill Harrisが、屑屋をDavid Matrangaが演じている。
北米版公式各話タイトル
1. The Robot's Bouquet
2. Repairing the Projector
3. Yumemi's Projection
4. Drunk with Alcohol
5. Yumemi's Wish

北米版での配役
英語へのローカライズについては、FUNimation版の配役を記述。
- ほしのゆめみ - Jill Harris
- 屑屋 - David Matranga
- 館長 - Christopher Bevins
- 老屑屋 - Kent Williams
- 倉橋里美 - Colleen Clinkenbeard
- 三ケ島吾朗 - Cris George

### Blu-ray Disc
2016年9月28日、配信版アニメ『planetarian 〜ちいさなほしのゆめ〜』全5話を収録したBlu-ray Disc (BD) が発売された。
2017年2月24日、劇場版『planetarian〜星の人〜』のBDが、超豪華版と通常版の2種で発売された。超豪華版は『ほしのゆめみ「夏の星座」解説CD』、描き下ろしイラスト使用豪華ブックレットなどが同梱されている。また、早期予約キャンペーンとして一部店舗では『ほしのゆめみ「冬の星座」解説CD』、描き下ろしA4イラストボードが先着予約購入特典で配布された。

## 歴史
- 2004年
  - 11月29日 - PC版（Windows用）が、Yahoo! BBユーザー限定で先行ダウンロード販売開始。
  - 12月6日 - PC版が、一般向けダウンロード販売開始（オープニング・エンディングのみ声入り）。
- 2006年
  - 4月28日 - PCパッケージ版発売（ヒロインのみフルボイス対応）。
  - 8月24日 - プロトタイプからPlayStation 2 (PS2) 版発売（全キャラクターフルボイス対応）。後に発売されたPSP版も含め、Keyブランドの家庭用ゲーム機への移植作としては唯一、CEROのレーティングが「A（全年齢対象）」に区分されている。
  - 11月28日 - 携帯電話ゲームとして、ソフトバンクモバイルの3G対応端末とNTTドコモのFOMA向けに配信開始（全キャラクターフルボイス対応）。
- 2009年
  - 2月28日・3月1日 - Key誕生10周年記念イベントにおいて、会場限定でPSPパッケージ版を販売。
  - 7月31日 - ビジュアルアーツ通販限定で『KEY 10th MEMORIAL BOX』を販売。PSP版で収録した音声を使用して全キャラクターフルボイス化したPC版が収められている。
  - 8月24日 - PlayStation Storeにて、PSP版のダウンロード販売開始。
- 2010年
  - 4月30日 - ドラマCD（後述）全3巻が同梱された、PC版『メモリアルエディション』を発売。
- 2011年
  - 5月12日 - 同年3月11日に発生した東北地方太平洋沖地震（東日本大震災）を受け、イベント限定販売であったPSPパッケージ版を『東北地方太平洋沖地震被災地チャリティー版』として初回生産分のみ一般販売[26]。16,663本の発注を受け、諸経費を差し引いたプロトタイプの収益分や版権元のビジュアルアーツに入るロイヤルティー分など合計約2,000万円を、日本赤十字社を通じて全額被災地への義援金に充てた[26][27]。
  - 11月8日 - スマートフォン用ゲームとして、iOS版、配信開始（全キャラクターフルボイス対応）。
  - 11月30日 - Android版デジタルノベルアプリ『星の人〜planetarian サイドストーリー〜』全4話を配信開始（全キャラクターフルボイス対応）。
- 2016年
  - 7月7日 - Webアニメ「planetarian 〜ちいさなほしのゆめ〜」配信開始。全5話。
  - 7月29日 - Windows Vista以降に対応し、グラフィックの解像度を上げ、メモリアルエディション同様にドラマCDを付属した、PC版『HDエディション』発売。
  - 9月3日 - 劇場版アニメ『planetarian 〜星の人〜』公開。
  - 9月 - Steamにて『メモリアルエディション』をベースに、テキストを英語にローカライゼーションした「planetarian ～the reverie of a little planet～」のダウンロード販売開始。ローカライゼーションはアメリカのSekai Projectが行っている。
- 2017年
  - 3月4日 - プラネタリウム用番組「planetarian〜ちいさなほしのゆめ〜プラネタリウム特別版」、郡山市ふれあい科学館で公開。
  - 5月8日 - Steamにて『HDエディション』をベースに、ビジュアルアーツ自らがローカライゼーションを行った『planetarian HD』のダウンロード販売開始。テキストは2019年4月時点で、中国語（簡体字・繁体字）、ドイツ語、フランス語、スペイン語に対応している。
- 2019年
  - 1月31日 -  Nintendo Switch版をダウンロード専用ソフトとして、ニンテンドーeショップで販売開始。テキストは日本語、英語、フランス語、中国語（簡体字・繁体字）に対応。Joy-Conのみでの操作やタッチスクリーンの操作といったNintendo Switchの機能にも対応している。なお、これまでKeyが制作し、プロトタイプが販売したコンシューマーゲームソフトは全てPlayStationシリーズやXbox 360で展開しており、本作が初めての任天堂ゲーム機での展開となる。
- 2021年
  - 1月 - OVA『planetarian〜雪圏球〜』、クラウドファンディングのリターン品として頒布。
  - 8月25日 - OVA『planetarian〜雪圏球〜』、一般発売。
  - 9月3日 - PC版『HDエディション』の内容に、キネティックノベル版『雪圏球』[28]およびアートブックを同梱した、PC版『Ultimate Edition』発売。同時に『雪圏球』ダウンロード販売開始。

## 売上
パッケージ版は初回版のみで4万本を突破したのに対し、DL版の初日売上は200本である。2011年に馬場隆博がインタビューで「いろいろ戦略が間違ってたみたい」と振り返っている。

## 客演作品
かぎなど
2021年10月放送予定のテレビアニメ。keyの歴代作品が共演するクロスオーバー作品。
本作のキャラクターが登場する。